# Gilgilçay (ort)
Gilgilçay (ryska: Гильгильчай) är en ort i Azerbajdzjan.   Den ligger i distriktet Siyəzən Rayonu, i den nordöstra delen av landet, 110 km nordväst om huvudstaden Baku. Gilgilçay ligger 49 meter över havet och antalet invånare är 959.
Terrängen runt Gilgilçay är platt åt nordost, men åt sydväst är den kuperad. Närmaste större samhälle är Divichibazar, 11,1 km nordväst om Gilgilçay.
Trakten runt Gilgilçay består till största delen av jordbruksmark. Runt Gilgilçay är det ganska glesbefolkat, med 47 invånare per kvadratkilometer.